# 13723 Kolokolova
13723 Kolokolova (1998 QY54) là một tiểu hành tinh vành đai chính.